# Bayenghem-lès-Seninghem
Bayenghem-lès-Seninghem – miejscowość i gmina we Francji, w regionie Hauts-de-France, w departamencie Pas-de-Calais.
Według danych na rok 1990 gminę zamieszkiwały 294 osoby, a gęstość zaludnienia wynosiła 88 osób/km² (wśród 1549 gmin regionu Nord-Pas-de-Calais Bayenghem-lès-Seninghem plasuje się na 935. miejscu pod względem liczby ludności, natomiast pod względem powierzchni na miejscu 816.).